# آرثر إيفيرارد
آرثر إيفيرارد (بالإنجليزية: Arthur Everard)‏ هو مخرج نيوزيلندي، ولد في 1935.